# Slira

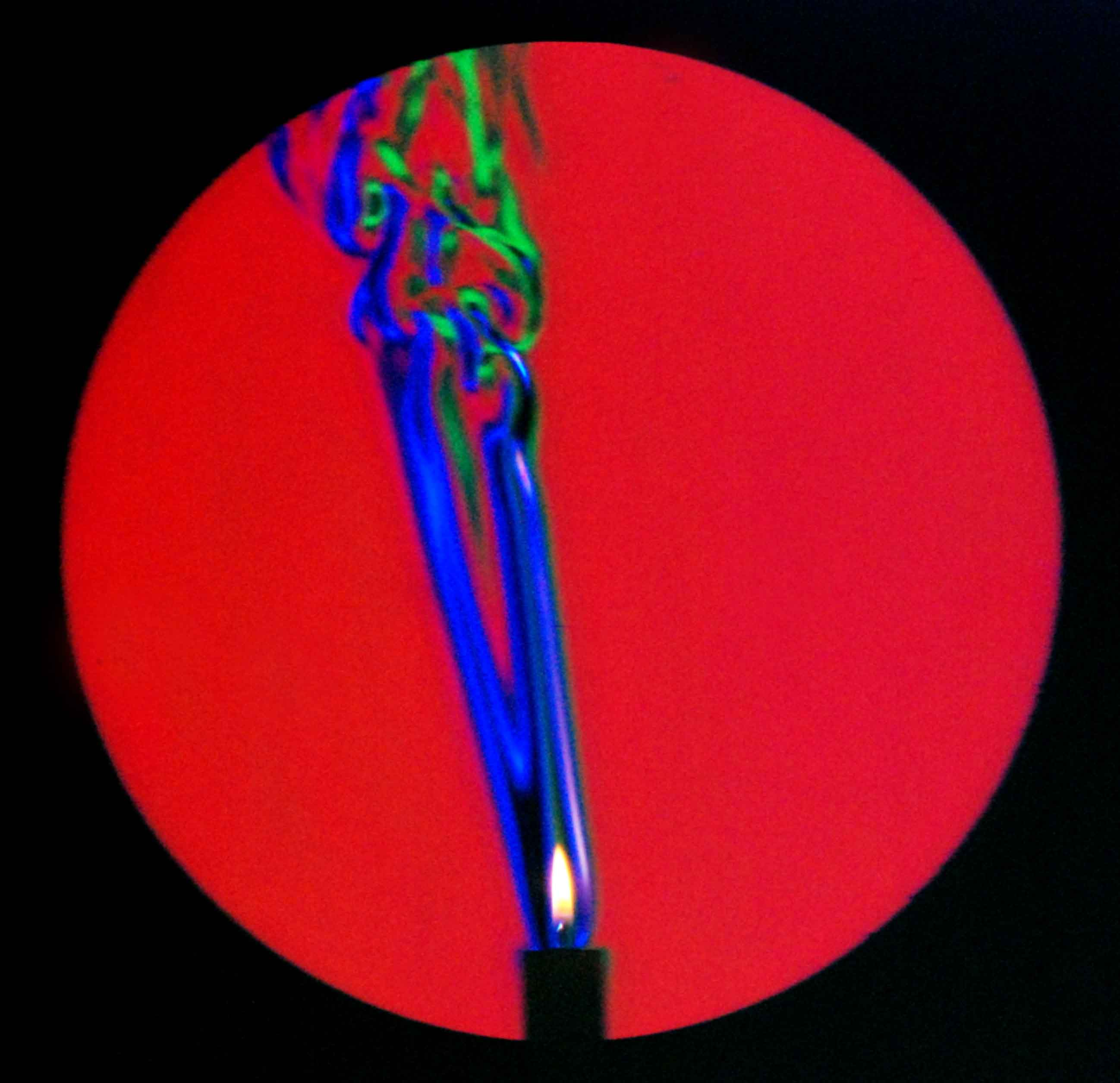
Färgad slirabild av den termiska plymen från ett brinnande ljus, störd av ett luftdrag från höger

Slira (/ˈ ʃlɪərən / SHLEER-ən; tyska: [ˈʃliːʁn̩] ⓘ ,tyska för 'ränder'), en typ av optisk inhomogenitet, är ett område med avvikande brytningsindex i ett i övrigt homogent medium. Sliror som är osynliga för blotta ögat kan avslöjas genom slirfotografering som används inom glastillverkning och aerodynamiska studier.
Slirans fysik utvecklades ur behovet av att kunna producera linser utan sådana inhomogeniteter. Dessa är lokala skillnader i optisk väglängd som orsakar avvikelser av ljusstrålar, särskilt genom brytning. Denna ljusavvikelse kan ge lokaliserad ljusning, mörkare eller till och med färgförändringar i en bild, beroende på riktningen som ljusstrålarna avviker. 

## Historik
Sliran observerades 1665 först av Robert Hooke med hjälp av en stor konkav lins och två ljus. Ett ljus fungerade som ljuskälla. Den varma luften som steg från det andra ljuset gav sliran. Det konventionella slirasystemet tillskrivs mest till den tyske fysikern August Toepler, även om Jean Bernard Léon Foucault 1859 uppfann metoden som Toepler förbättrade. Toeplers originalsystem utformades för att upptäcka slira i glas som används för att tillverka linser. I det konventionella slirasystemet används en punktkälla för att belysa testsektionen som innehåller sliran. En bild av detta ljus bildas med hjälp av en konvergerande lins (även kallad sliralins). Denna bild är placerad på det konjugerade avståndet till linsen enligt ekvationen för tunna linser:
{\displaystyle {\frac {1}{f}}={\frac {1}{d_{o}}}+{\frac {1}{d_{i}}}}
där {\displaystyle f} är linsens brännvidd, {\displaystyle d_{o}} är avståndet från objektet till linsen och {\displaystyle d_{i}} är avståndet från bilden av objektet till linsen. En knivsegg vid punktkällan-bildplatsen är placerad för att delvis blockera en del ljus från att nå visningsskärmen. Bildens belysning reduceras jämnt. En andra lins används för att avbilda testsektionen till visningsskärmen. Betraktningsskärmen är placerad ett konjugat avstånd från slirans plan. 

## Sliras flödesvisualisering

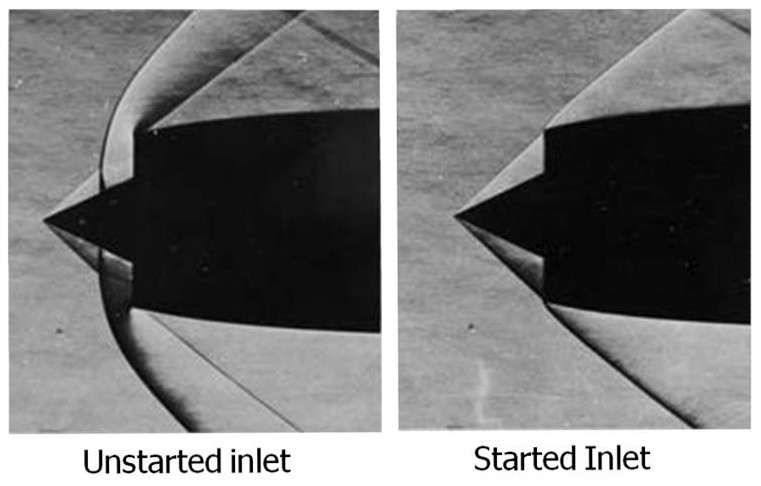
Sliraflödesvisualisering av en Lockheed SR-71 Pratt & Whitney J58 motorinlopp vid Mach 2

Sliraflödesvisualisering är baserad på ljusets avböjning av en brytningsindexgradient, som är direkt relaterad till flödestäthetsgradienten. Det avböjda ljuset jämförs med icke avböjt ljus på en visningsskärm. Det ostörda ljuset blockeras delvis av en knivsegg. Ljuset som avleds mot eller bort från knivseggen ger ett skuggmönster beroende på om det tidigare blockerats eller inte blockerats. Detta skuggmönster är en ljusintensitetsrepresentation av expansionerna (regioner med låg densitet) och kompressioner (regioner med hög densitet) som kännetecknar flödet. 

## Sliraprojektion
Sliraeffekten används ofta i videoprojektortekniker. Grundidén är att någon anordning, som en vätskekristalljusventil, används för att producera sliraförvrängningar på ett kontrollerat sätt och dessa projiceras på en skärm för att producera den önskade bilden. Projektionsvisningssystem som den nu föråldrade Eidoforen och Talaria har använt varianter av detta tillvägagångssätt så långt tillbaka som 1940.